# Waterville (Washington)
Waterville az Amerikai Egyesült Államok északnyugati részén, Washington állam Douglas megyéjében elhelyezkedő város, a megye székhelye. A 2010. évi népszámlálási adatok alapján 1138 lakosa van.

## Éghajlat
A város éghajlata félsivatagi (a Köppen-skála szerint BSk).
| Hónap                         | Jan.  | Feb.  | Már.  | Ápr.  | Máj. | Jún. | Júl. | Aug. | Szep. | Okt.  | Nov.  | Dec.  | Év    |
| ----------------------------- | ----- | ----- | ----- | ----- | ---- | ---- | ---- | ---- | ----- | ----- | ----- | ----- | ----- |
| Rekord max. hőmérséklet (°C)  | 18,9  | 18,9  | 22,8  | 31,1  | 35,6 | 38,9 | 40,6 | 40,0 | 36,7  | 31,1  | 20,0  | 15,0  | 40,6  |
| Átlagos max. hőmérséklet (°C) | −0,6  | 2,2   | 8,3   | 13,9  | 18,9 | 23,3 | 28,3 | 27,8 | 22,8  | 13,3  | 3,3   | −2,2  | 13,3  |
| Átlagos min. hőmérséklet (°C) | −7,2  | −6,1  | −1,7  | 1,7   | 6,1  | 9,4  | 12,8 | 12,2 | 7,8   | 1,7   | −3,3  | −8,3  | 2,1   |
| Rekord min. hőmérséklet (°C)  | −33,3 | −31,7 | −23,3 | −11,7 | −8,9 | −3,9 | 0,0  | −1,7 | −9,4  | −16,1 | −29,4 | −36,1 | −36,1 |
| Átl. csapadékmennyiség (mm)   | 38    | 25    | 21    | 16    | 27   | 26   | 13   | 9    | 10    | 17    | 39    | 50    | 291   |
| Forrás: The Weather Channel   |       |       |       |       |      |      |      |      |       |       |       |       |       |

## Népesség
A 2010-es népszámláláskor a városnak 1138 lakója, 449 háztartása és 316 családja volt. A népsűrűség 508 fő/km2. A lakóegységek száma 482, sűrűségük 215,2 db/km2. A lakosok 94,5%-a fehér,  1,1%-a indián, 0,6%-a ázsiai, 0,1%-a a Csendes-óceáni szigetekről származik, 2,5%-a egyéb, 1,1%-a pedig kettő vagy több etnikumú. A spanyol vagy latino származásúak aránya 9,8% (9,5% mexikói,   0,3% egyéb spanyol vagy latino származású.)
A háztartások 27,8%-ában élt 18 évnél fiatalabb. 57,5% házas, 9,6% egyedülálló nő, 3,3% egyedülálló férfi, 29,6% pedig nem család. 23,8% egyedül élt; 12,9%-uk 65 éves vagy idősebb. Egy háztartásban átlagosan 2,51 személy élt; a családok átlagmérete 2,98 fő.
A medián életkor 43,3 év volt. A város lakóinak 22,8%-a 18 évesnél fiatalabb, 7,4% 18 és 24 év közötti, 21,5%-uk 25 és 44 év közötti, 30,5%-uk 45 és 64 év közötti, 17,9%-uk pedig 65 éves vagy idősebb. A lakosok 50,4%-a férfi, 49,6%-a pedig nő.